# Marco Salas Arias
Marco Salas Arias (* 9. September 1985) ist ein costa-ricanischer Straßenradrennfahrer.
Marco Salas gewann 2006 jeweils eine Etappe bei der Vuelta a Nicaragua, beim Clásica Poás, bei der Vuelta a Higuito und bei der Vuelta a San Carlos, wo er auch Erster der Gesamtwertung wurde. Im nächsten Jahr gewann er bei der Vuelta a Nicaragua die erste Etappe, das Mannschaftszeitfahren und die Gesamtwertung. Beider Vuelta a San Carlos war er bei einer Etappe und dem Mannschaftszeitfahren erfolgreich und bei der Vuelta de Higuito gewann er das sechste Teilstück. In der Saison 2008 war er mit dem Team Dos Pinos-Coopenae bei den Mannschaftszeitfahren der Vuelta a San Carlos und der Vuelta a Costa Rica erfolgreich. 2009 konnte Salas die Gesamtwertung bei der Vuelta a San Carlos für sich entscheiden. Außerdem gewann er die zwölfte Etappe der Vuelta a Guatemala.

## Erfolge
2008
- Mannschaftszeitfahren Vuelta a Costa Rica

2009
- eine Etappe Vuelta a Guatemala